# Крикливий рот
Крикливий рот (англ. The Loud Mouth) — американська короткометражна кінокомедія режисера Дель Лорда 1932 року. У 1932 році фільм був номінований на премію «Оскар» за найкращий ігровий комедійний короткометражний фільм.

## Сюжет
Три скетчі, об'єднані у короткометражний фільм, в кожному з яких низка забавних і веселих пригод незмінно закінчуються одним і тим же — головний герой стоїть посеред екрану з широкого розкритим крикливим ротом.

## У ролях
- Метт МакХ'ю — Крикливий рот
- Марджорі Кейн — Едіт Морган
- Франклін Пенгборн — Фредді Квімбі
- Рей Кук — дворецький з Блю Сокс
- Джулія Гріффіт
- Фред Келсі — Макс, менеджер Блю Сокс
- The Los Angeles Angels — бейсбольна команда